# Sydkorea ved sommer-OL 2012
Sydkorea deltog ved Sommer-OL 2012 i London som afholdtes 27. juli til 12. august 2012. 

## Medaljer
| 2012 London | Guld | Sølv | Bronze | Total |
| Sydkorea    | 13   | 8    | 7      | 28    |